# HD 209522
HD 209522，又名CD-2715757，SAO 190864、HR 8408，是一颗恒星，视星等为5.96，位于銀經23.58，銀緯-53.01，其B1900.0坐标为赤經21h 58m 55.6s，赤緯-27° -53.01′ 23″。